# Annaphila yosemitensis
Annaphila yosemitensis är en fjärilsart som beskrevs av Embrik Strand. Annaphila yosemitensis ingår i släktet Annaphila och familjen nattflyn. Inga underarter finns listade i Catalogue of Life.